# Haroi
Le haroi est une langue austronésienne parlée au Viêt Nam. Il appartient au groupe des langues chamiques de la branche malayo-polynésienne.

## Phonologie

### Voyelles
|         | Antérieure  | Centrale | Postérieure |
| ------- | ----------- | -------- | ----------- |
| Fermée  | i [i] ɪ [ɪ] | ɨ [ɨ]    | u [u] ʊ [ʊ] |
| Moyenne | e [e]       | ə [ə]    | o [o]       |
| Ouverte | ɛ [ɛ]       | a [a]    | ɔ [ɔ]       |

### Consonnes
|              |              | Bilabiales | Alvéolaires | Alvéolaires | palatales | Vélaires | Glottales |
| ------------ | ------------ | ---------- | ----------- | ----------- | --------- | -------- | --------- |
| Centrales    | Latérales    | Bilabiales |             |             | palatales | Vélaires | Glottales |
| Occlusives   | Sourde       | p [p]      | t [t]       |             |           | k [k]    | ʔ [ʔ]     |
| Occlusives   | Aspirée      | ph [pʰ]    | th [tʰ]     |             |           | kh [kʰ]  |           |
| Occlusives   | Injective    | ɓ [ɓ]      | ɗ [ɗ]       |             |           |          |           |
| Fricative    | Fricative    | f [f]      | s [s]       |             |           |          | h [h]     |
| Affriquée    | Affriquée    |            |             |             | c [tʃ]    |          |           |
| Nasale       | Nasale       | m [m]      | n [n]       |             | ñ [ɲ]     | ŋ [ŋ]    |           |
| Liquide      | Liquide      |            | r [r]       | l [l]       |           |          |           |
| Semi-voyelle | Semi-voyelle | w [w]      |             |             | y [j]     |          |           |

## Sources
- (en) Thurgood, Graham, From Ancient Cham to Modern Dialects. Two Thousand Years of Language Contact and Change, Oceanic Linguistics Special publications n°28, Honolulu, University of Hawai'i Press, 1999,  (ISBN 0-8248-2131-9)